# Bitva u Stockachu (1800)
Bitva u Stockachu (1800) byla jednou z bitev druhé koaliční války. Na bojišti se utkaly 3. května 1800 jednotky Francouzského Konzulátu a Habsburské říše.

## Rakouská situace
Na jaře roku 1800 mělo Rakousko proti Francii postaveny dvě armády. Melasova armáda byla v Itálii a Krayova v Německu. Podle plánu Dvorské válečné rady měla první zaútočit Melasova armáda a teprve poté, co dobude Janovskou riviéru a postoupí k Provenci, měl zaútočit Kray. Jeho armáda se měla vyhnout Švýcarsku a směřovat přes Rýn na Belfort. Poté měla každá z armád tvořit rameno kleští směřujících na Paříž.
Na německém bojišti bylo pod velením Paula Kraye von Krajova 120 000 mužů. Z toho 7000 tvořily tyrolské milice, 5000 vojáků z Mohuče, které najal baron Albini, a 12 000 Bavorů a 6000 Württemberčanů, které najali Angličané. Z celkového počtu však muselo 25 000 mužů střežit alpské průsmyky a zajišťovat spojení mezi armádami v Německu a Itálii. Armáda byla rozdělena na 4 sbory:
- pravému křídlu v prostoru Frieburg – Offenburg velel polní zbrojmistr Anton, hrabě von Sztáray
- středu v prostoru Basileje velel podmaršálek Nauendorf.
- levému křídlu v prostoru Voralberska a Grisonska velel podmaršálek Vincent Maria, hrabě Kolowrat-Libštejnský.
- záložní sbor byl v prostoru Stuttgartu a velel mu generálmajor Gyulay.

## Francouzská situace
Francouzská Rýnská armáda, které velel generál Jean-Victor Moreau, měla k dispozici 137 000 mužů. Z nich však bylo nutné vyčlenit muže do posádek, pevností a doplňovacích center. Pro bojové operace tedy bylo připraveno 108 000 mužů. Podle plánu bylo úkolem Rýnské armády zatlačit Rakušany do hloubi Německa a přerušit spojení mezi oběma rakouskými armádami.
Armáda byla rozdělena na 4 sbory:
- na pravém křídle mezi městy Basilej a Kostnice byl Lecourbův sbor,
- ve středu byl sbor, kterému velel generál Laurent Gouvion de Saint-Cyr. Jeho velitelství bylo v Neuf-Brisachu,
- levému křídlu v prostoru Štrasburku, které mělo 16 000 mužů, velel generál hrabě de Sainte-Suzanne,
- záložní sbor byl v prostoru Basileje a jeho velení si ponechal Moreau.

## Bitva

### Předehra
Francouzská armáda začala 25. dubna přecházet Rýn. 30. dubna vytvořila mohutnou linii na spojnici Waldshut – Sankt-Blasien – Neustadt. 1. května se pravé křídlo posunulo do prostoru Halau a ocitlo se tak 30 kilometrů od hlavní rakouské doplňovací a zásobovací základny ve Stockachu. Levé křídlo bylo ve stejné vzdálenosti od Krayova hlavního stanu ve Donaueschingenu. 2. května se záložní sbor předsunul před střed a celá armáda postoupila od západu a jihozápadu k trojúhelníku Stockach – Engen – Moeskirch, kde došlo následující den k bitvě.

### Stockach
3. května 1800 postupoval Lecourbův sbor směrem ke Stockachu. Pravá Vandammova divize postupovala na Wahlwies. Střední Montrichardova divize postupovala přímo na Stockach. Levá Lourgesova divize postupovala na Aach, tedy do prostoru mezi Stockachem a Engenem. Vandamme narazil v lesnatém terénu na rakouský předvoj, který kladl odpor, dokud Francouzům nepřispěchala na pomoc Montrichardova divize. Teprve potom Rakušané ustoupili do obranného postavení u Stockachu. Tomu velel francouzský emigrant, kníže de Vaudémont, který měl k dispozici 12 000 mužů, na poslední chvíli posílených jezdectvem a dělostřelectvem. Rakouské jezdectvo se po úvodním boji s francouzským stáhlo, aby uvolnilo pole pro dělostřelectvo a rakouské střelce. Ti odvedli dobrou práci a donutili francouzské jezdectvo k ústupu.
V té době Molitorova brigáda z Vandammovy divize nebezpečně postupovala mezi Stockach a Bodamské jezero, čímž nebezpečně obcházela Vaudémontův levý bok. Vaudémont ho začal posilovat, ale po útoku Montrichardovy divize na střed svého postavení byl donucen začít pomalu ustupovat. Nejprve ustupoval směrem k hlavním Krayovým silám, ale v tom mu zabránila Lourgesova divize. Pak začal ustupovat dvěma směry, a to k severu na Moeskirch a k severovýchodu na Pfullendorf. Lecourbův sbor pak obsadil Stockach, kde zajal 3 až 4 tisíce mužů a získal 9 děl a obrovské sklady a arzenály.

### Engen
Současně s bojem u Stockachu probíhal také boj u 20 kilometrů vzdáleného Engenu. Kray zde měl 45 000 vojáků a proti němu postupoval celý Moreaův záložní sbor a polovina Lorgesovy divize od Lecourbova sboru. Celkem asi 32 000 mužů.
Moreau se obával, že jeho síly nebudou stačit na prolomení rakouských linií, a proto povolal 25 km vzdálený Saint-Cyrův sbor. Na jeho příchod však nečekal a zaútočil Delmasovou a Bastoulovou divizí na rakouský střed u vesnice Welschingen a les, který s vesnicí sousedil. Po počátečních problémech se Francouzům podařilo vesnici i les obsadit.
Klíčovým bodem před Engenem byla hora Hohenhowen (814 m.). Ta ležela na rakouském pravém křídle a na ni zaútočily Leclercova a Richespansova divize. Kray však útok na toto místo předpokládal a na jeho obranu se dobře připravil. O toto místo se sváděly nejprudší boje.
Okolo šesté hodiny večer přišly Krayovi zprávy o blížícím se Saint-Cyrovu sboru. Kray na to reagoval pokusem o rozhodující útok a zaútočil na Francouzi obsazenou ves Welschingen. Francouzům se však jeho útok podařilo odrazit. Aby Moreau Welschingenu odlehčil, nechal Bontempsovu brigádu zaútočit na ves Ehingen na rakouském levém křídle. Uherským granátníkům se však Bontempsův postup podařilo zastavit a nakonec každé armádě patřila polovina vesnice. Dosud se bitva vyvíjela nerozhodně a Saint-Cyrův sbor stále ještě nedorazil. Byl to důsledek Krayova odloučení části sil pod velením podmaršálka Nauendorfa, které Saint-Cyrův postup úspěšně zpomalovaly.
Až za soumraku se Richespansova divize dostala na vrchol Hohenhowenu a Kray, který už věděl o porážce u Stockachu, začal ustupovat. Za sebou nechal 20 děl a asi 7 000 zajatců. Ztráty na životech byly na obou stranách vyrovnané. Jedním z padlých byl i podmaršálek Andreas, hrabě Karaiczay (též Karácsay) de Wallje-Szaka.

## Důsledky bitvy
Dvě bitvy svedené 20 km od sebe vysoko pozdvihly francouzskou morálku. Pro nováčky to byl úspěšný bojový křest a pro veterány odplata za porážky, které jim v těchto místech loni uštědřil arcivévoda Karel. Vítězství umožnilo Moreauovi postup do Krayova levého boku a tím ho odříznout od Bavorska, Rakouska a v neposlední řadě od nejkratšího spojení s Melasovou armádou.